# Ilszat Fajzulin
Ilszat Galimzianowicz Fajzulin (ros. Ильшат Галимзянович Файзулин, ur. 5 marca 1973 w Osinnikach) – rosyjski piłkarz grający na pozycji napastnika. W swojej karierze rozegrał 1 mecz w reprezentacji Rosji.

## Kariera klubowa
Swoją karierę piłkarską Fajzulin rozpoczął w klubie CSKA Moskwa. W 1990 roku zaczął grać w rezerwach tego klubu, a w 1991 roku zadebiutował w pierwszym zespole w Wysszej Lidze. W debiutanckim sezonie wywalczył mistrzostwo Związku Radzieckiego oraz zdobył Puchar Związku Radzieckiego. W zespole CSKA grał do 1995 roku.
Latem 1995 roku Fajzulin przeszedł do Racingu Santander. W Primera División zadebiutował 1 października 1995 roku w przegranym 0:1 wyjazdowym meczu z RCD Espanyol. W Racingu występował przez dwa sezony.
W sezonie 1997/1998 Fajzulin był piłkarzem klubu Segunda División, Villarrealu. W 1998 roku został piłkarzem portugalskiego klubu FC Alverca. Grał w nim przez rok. W sezonie 1999/2000 grał w tureckim Altay SK. W 2000 roku wrócił do Hiszpanii i przez sezon był zawodnikiem Getafe CF. W 2002 roku grał w Rosji, najpierw w Dynamie Petersburg, a następnie w Mietałłurgu Lipieck. Następnie był piłkarzem kolejno takich klubów jak: CD Bezana, FK Widnoje, Crevillente Deportivo, Redován CF, Gimnástica Torrelavega i CF Ribamontán al Mar. W 2007 roku zakończył karierę w tym ostatnim.
| Sezon   | Klub                   | Kraj       | Rozgrywki             | Mecze | Gole |
| ------- | ---------------------- | ---------- | --------------------- | ----- | ---- |
| 1990    | CSKA-2 Moskwa          | ZSRR       | Wtoraja Nizszaja Liga | 24    | 6    |
| 1991    | CSKA Moskwa            | ZSRR       | Wysszaja Liga         | 3     | 0    |
| 1992    | CSKA Moskwa            | Rosja      | Priemjer-Liga         | 23    | 6    |
| 1993    | CSKA Moskwa            | Rosja      | Priemjer-Liga         | 32    | 8    |
| 1994    | CSKA Moskwa            | Rosja      | Priemjer-Liga         | 29    | 5    |
| 1995    | CSKA Moskwa            | Rosja      | Priemjer-Liga         | 16    | 6    |
| 1995/96 | Racing Santander       | Hiszpania  | Primera División      | 33    | 6    |
| 1996/97 | Racing Santander       | Hiszpania  | Primera División      | 21    | 2    |
| 1997/98 | Villarreal CF          | Hiszpania  | Segunda División      | 22    | 1    |
| 1998/99 | FC Alverca             | Portugalia | Primeira Liga         | 10    | 0    |
| 1999/00 | Altay SK               | Turcja     | Süper Lig             | 5     | 0    |
| 2000/01 | Getafe CF              | Hiszpania  | Segunda División      | 33    | 6    |
| 2002    | Dynamo Petersburg      | Rosja      | Pierwyj diwizion      | 16    | 4    |
| 2002    | Mietałłurg Lipieck     | Rosja      | Wtoroj diwizion       | 14    | 2    |
| 2002/03 | CD Bezana              | Hiszpania  | Tercera División      | ?     | ?    |
| 2004    | FK Widnoje             | Rosja      | Wtoroj diwizion       | 10    | 5    |
| 2004/05 | Crevillente Deportivo  | Hiszpania  | V liga                | ?     | ?    |
| 2004/05 | Redován CF             | Hiszpania  | V liga                | ?     | ?    |
| 2005/06 | Gimnástica Torrelavega | Hiszpania  | Tercera División      | 33    | 4    |
| 2006/07 | CF Ribamontán al Mar   | Hiszpania  | Tercera División      | ?     | ?    |

## Kariera reprezentacyjna
W reprezentacji Rosji Fajzulin zadebiutował 28 lipca 1993 roku w przegranym 1:3 towarzyskim meczu z Francją, rozegranym w Cannes. W 64. minucie tego meczu zmienił Dmitrija Radczenkę. Był to jego jedyny mecz w kadrze narodowej.